# Boyat (Ucar)
Boyat è un comune dell'Azerbaigian situato nel distretto di Ucar. Conta una popolazione di 2 404 abitanti.